# Aspidosiphon gracilis
Aspidosiphon gracilis är en stjärnmaskart som först beskrevs av Baird 1868.  Aspidosiphon gracilis ingår i släktet Aspidosiphon och familjen Aspidosiphonidae.

## Underarter
Arten delas in i följande underarter:
- A. g. schnehageni
- A. g. gracilis